# Freisingergasse
Die Freisingergasse befindet sich im 1. Wiener Gemeindebezirk, der Inneren Stadt. Sie wurde 1862 nach dem ehemaligen Freisinger Hof, einem Gebäude in unmittelbarer Nähe, benannt.

## Geschichte

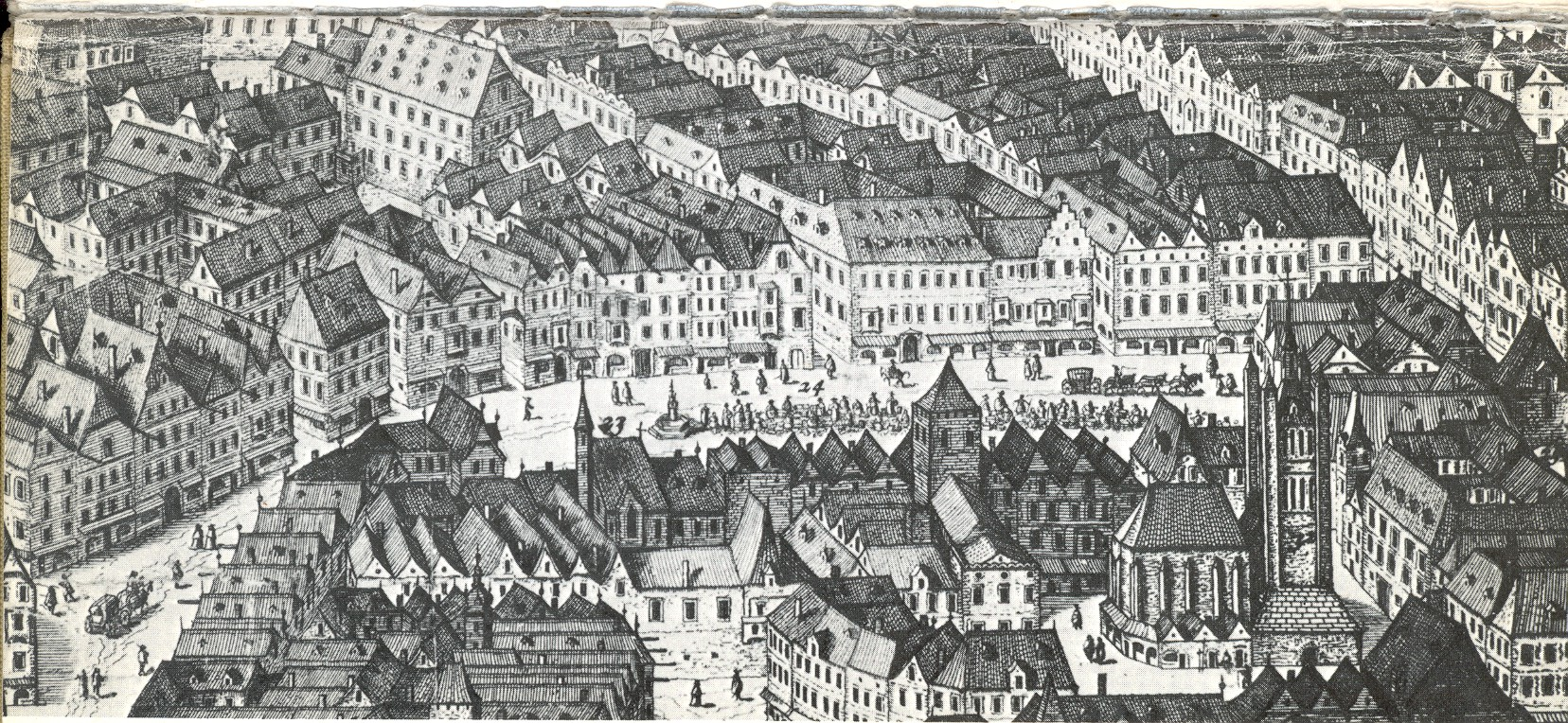
Ausschnitt aus der Ansicht Wiens von Jakob Hoefnagel (1609). Freisingergasse im Vordergrund Mitte.

Die Freisingergasse liegt im ältesten Siedlungsgebiet Wiens. Im Mittelalter war die Gegend westlich der Freisingergasse Teil des Petersfreithofs, der sich bei der Peterskirche befand. Zudem befanden sich an Stelle der heutigen Hausnummer 1 fünf kleinere Häuser, die das 1453 erstmals erwähnte Eisgrübel umschlossen, wo die Eisverkäufer ihren Standort hatten. In den Kellern der Umgebung wurde das Eis gekühlt gelagert. Ende des 17. Jahrhunderts war hier die Peterswache untergebracht. Südlich der Freisingergasse lag ein im Besitz des Bistums Freising befindlicher Hof, der seit 1323 Dompropsthof hieß. Ab 1468 wurde er Freisinger Hof genannt. Als er 1773 versteigert wurde, erwarb der Buchdrucker Thomas von Trattner den Hof und baute an seiner Stelle ein großes Zinshaus, nunmehr als Trattnerhof bezeichnet. Die Häuser an der Freisingergasse hießen entweder nach den genannten Gebäuden oder wurden zu den benachbarten Gassen gerechnet (Gegenüber dem Dompropsthof 1357, Münzerstraße am Eck gegenüber St. Petersfreithof 1399, Unter den Goldschmieden 1419, In der Goldschmiedgasse zunächst dem Freisinger Hof 1518). 1862 erhielt sie den Namen Freisingergasse.

## Lage und Charakteristik

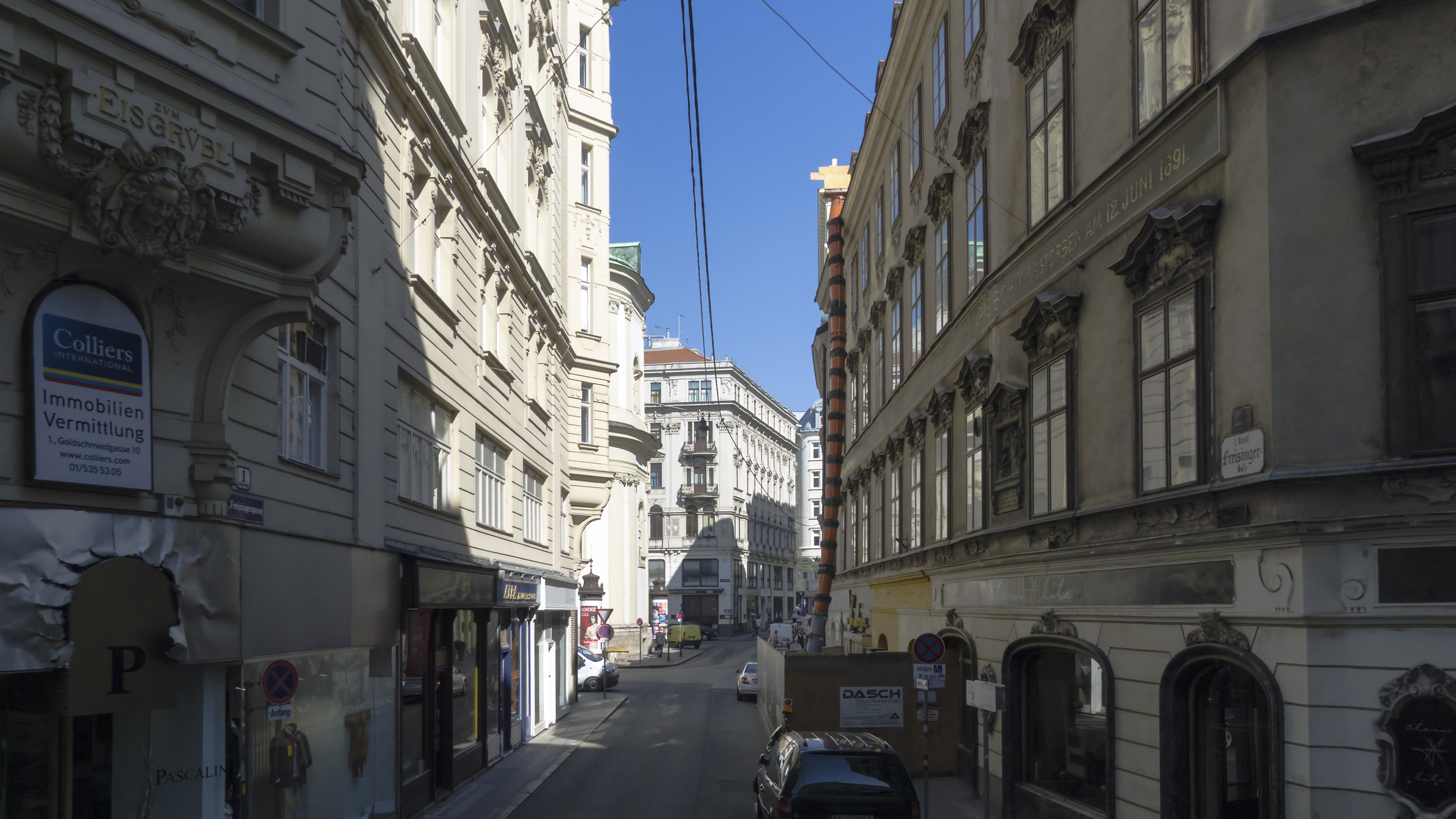
Freisingergasse vom Bauernmarkt gegen Petersplatz

Die Freisingergasse verläuft von der Goldschmiedgasse gegenüber dem Trattnerhof schräg nach Norden und biegt am Beginn des Bauernmarktes nach Nordwesten. Sie endet am Petersplatz. Die Abschnitte zwischen Goldschmiedgasse und Bauernmarkt bzw. zwischen Bauernmarkt und Petersplatz werden in entgegengesetzten Richtungen als Einbahnstraßen geführt. Der Autoverkehr in der schmalen Gasse ist gering. An der Freisingergasse befinden sich zahlreiche Geschäftslokale, die Meinl Bank hatte hier ihren Sitz. Die zentrale Lage in der Innenstadt und die Nähe touristisch interessanter Straßen und Objekte bringt viele Fußgänger hierher.
Die unter Denkmalschutz stehenden Gebäude an der Freisingergasse sind im historistischen Stil gehalten, das Oppenheimersche Haus stammt aus der Barockzeit.

## Gebäude

### Nr. 1: Zum Eisgrübl
Das monumentale Wohn- und Geschäftshaus liegt auf einem unregelmäßigen Grundriss zwischen der Freisingergasse, der Goldschmiedgasse und dem Petersplatz. Eine Gedenktafel aus dem Jahr 1936 erinnert an die fünf mittelalterlichen Häuser und den Verkaufsplatz für Eis, die sich an Stelle des heutigen Gebäudes befanden. Dieses wurde 1895–1897 von Emil Bressler entworfen und für Albert von Hardt im späthistoristischen Stil in neobarocken und secessionistischen Formen errichtet. Bemerkenswert sind die viergeschoßigen Eckerker mit Hausnamen und Maskendekor. Geschäftslokale stammen teilweise noch aus der Bauzeit, wie jenes des Alten Knopfkönigs, das heute vom Wiener Schokoladekönig verwendet wird.
Das Gebäude liegt an der Hauptadresse Goldschmiedgasse 10.

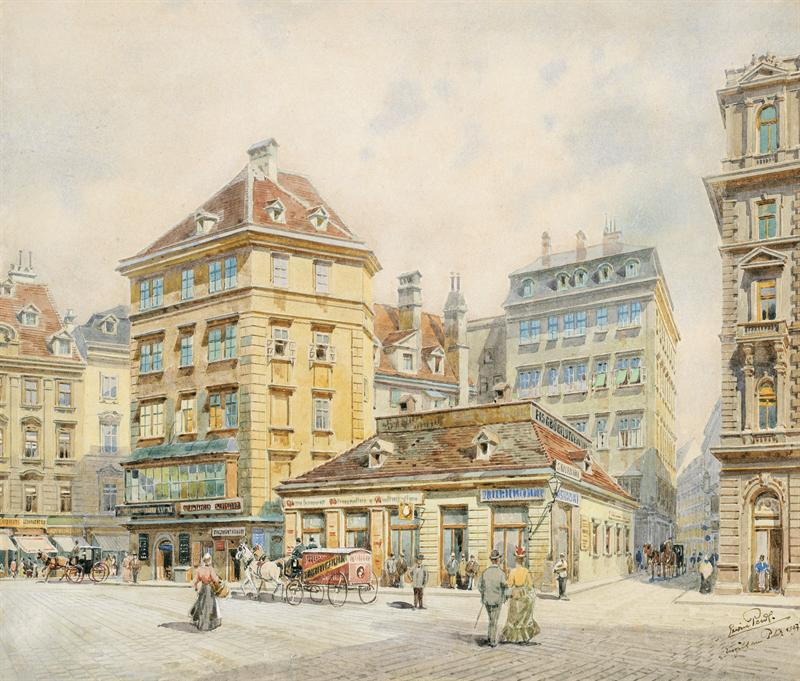
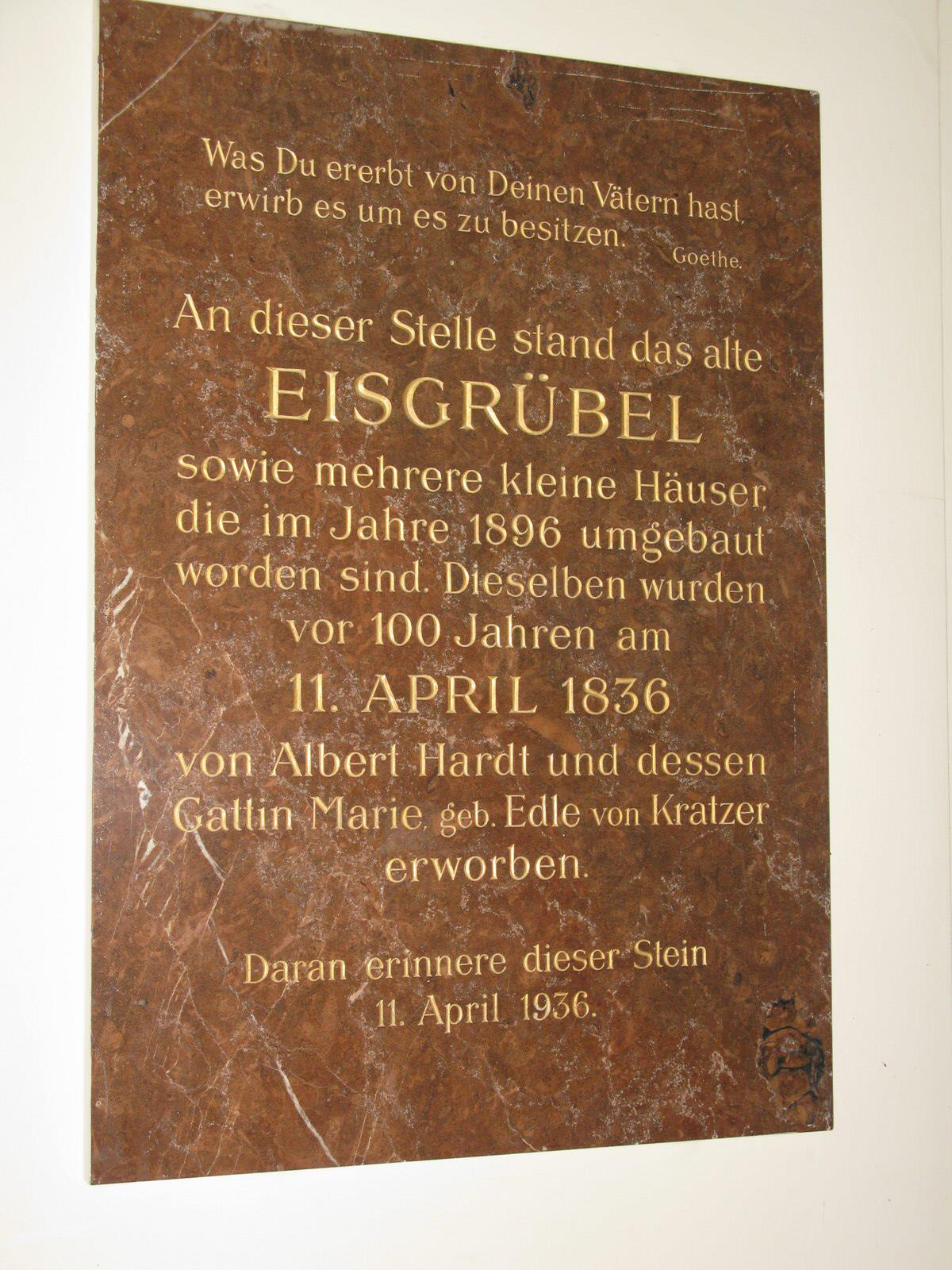
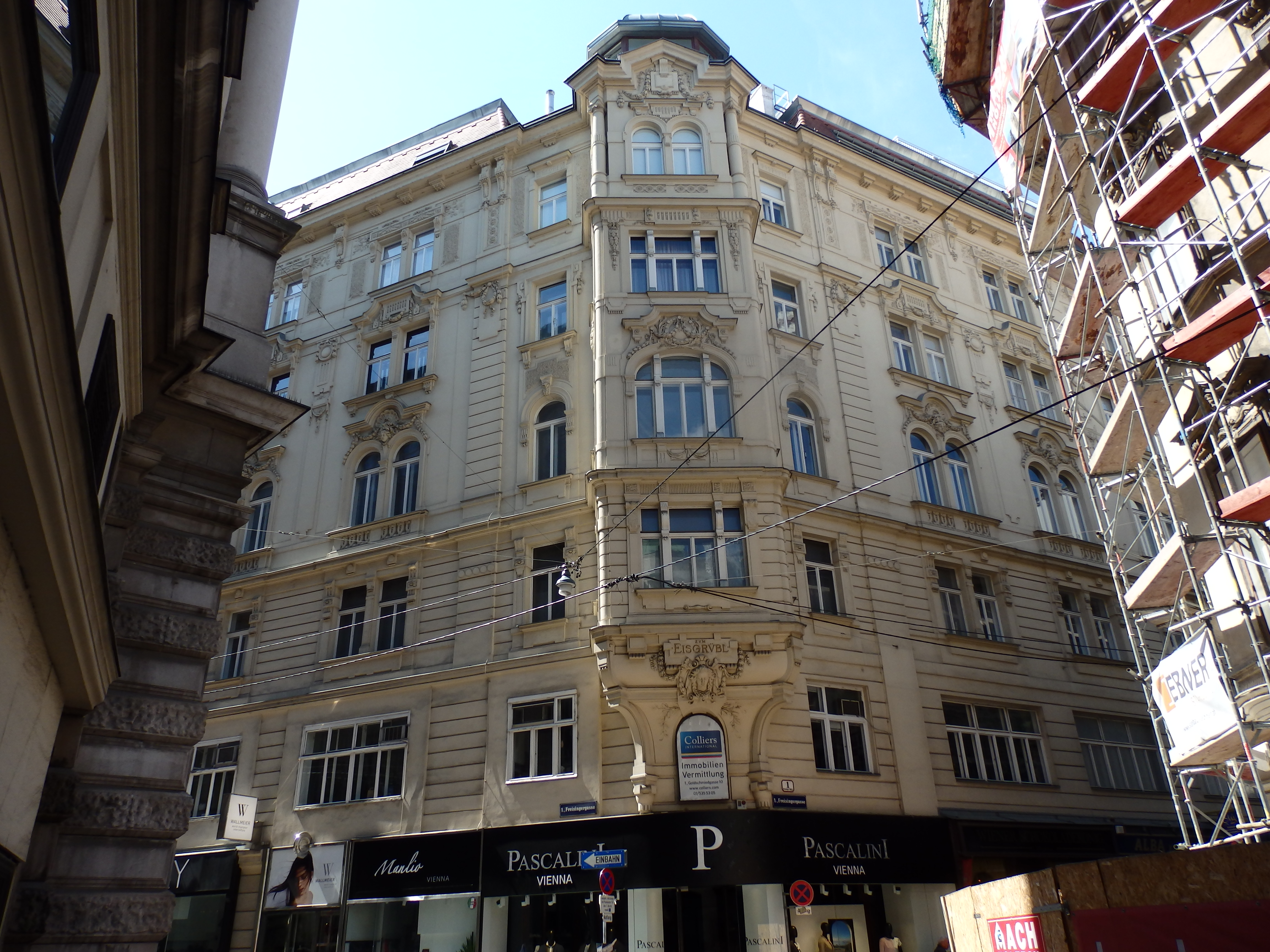
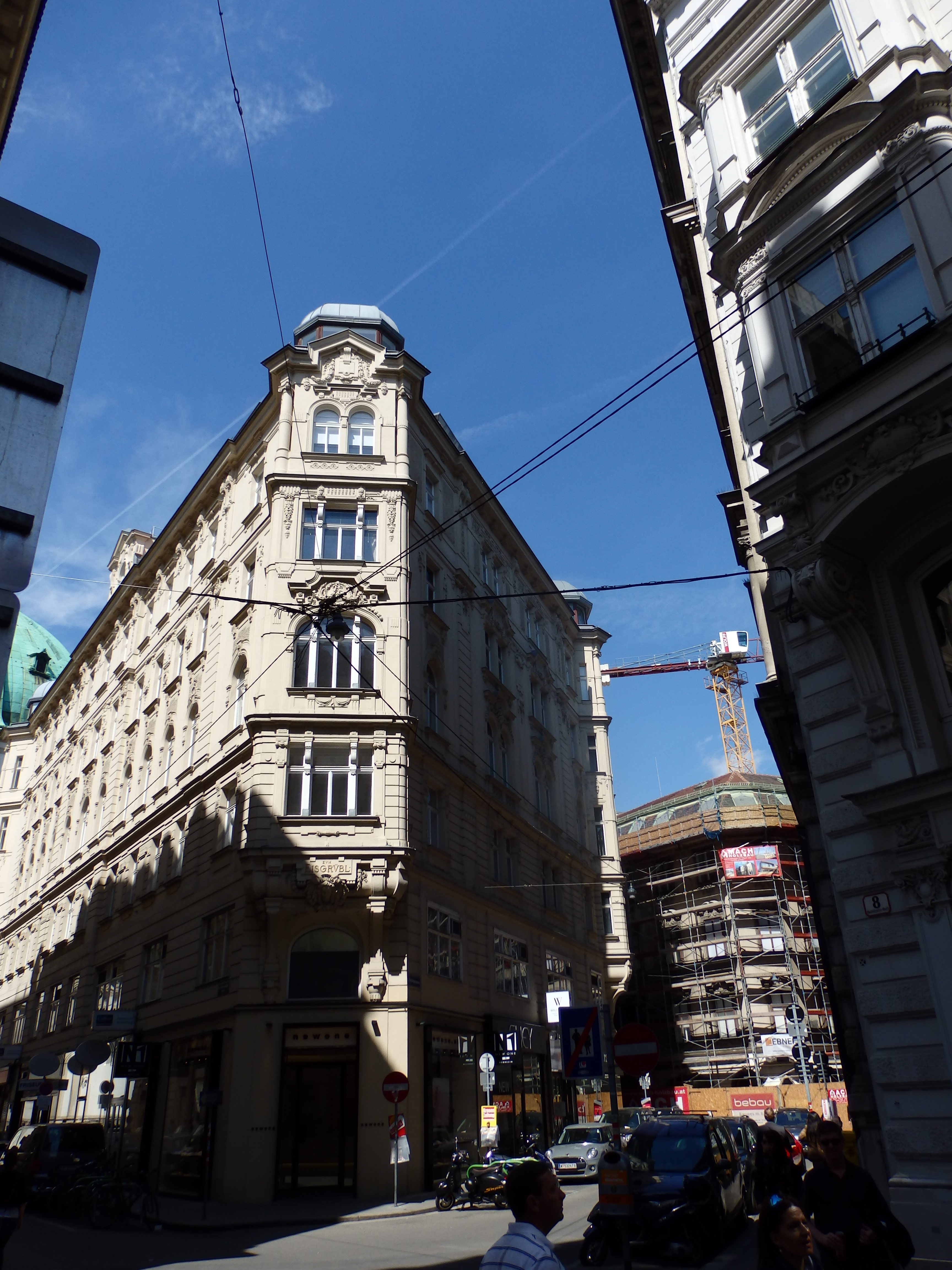
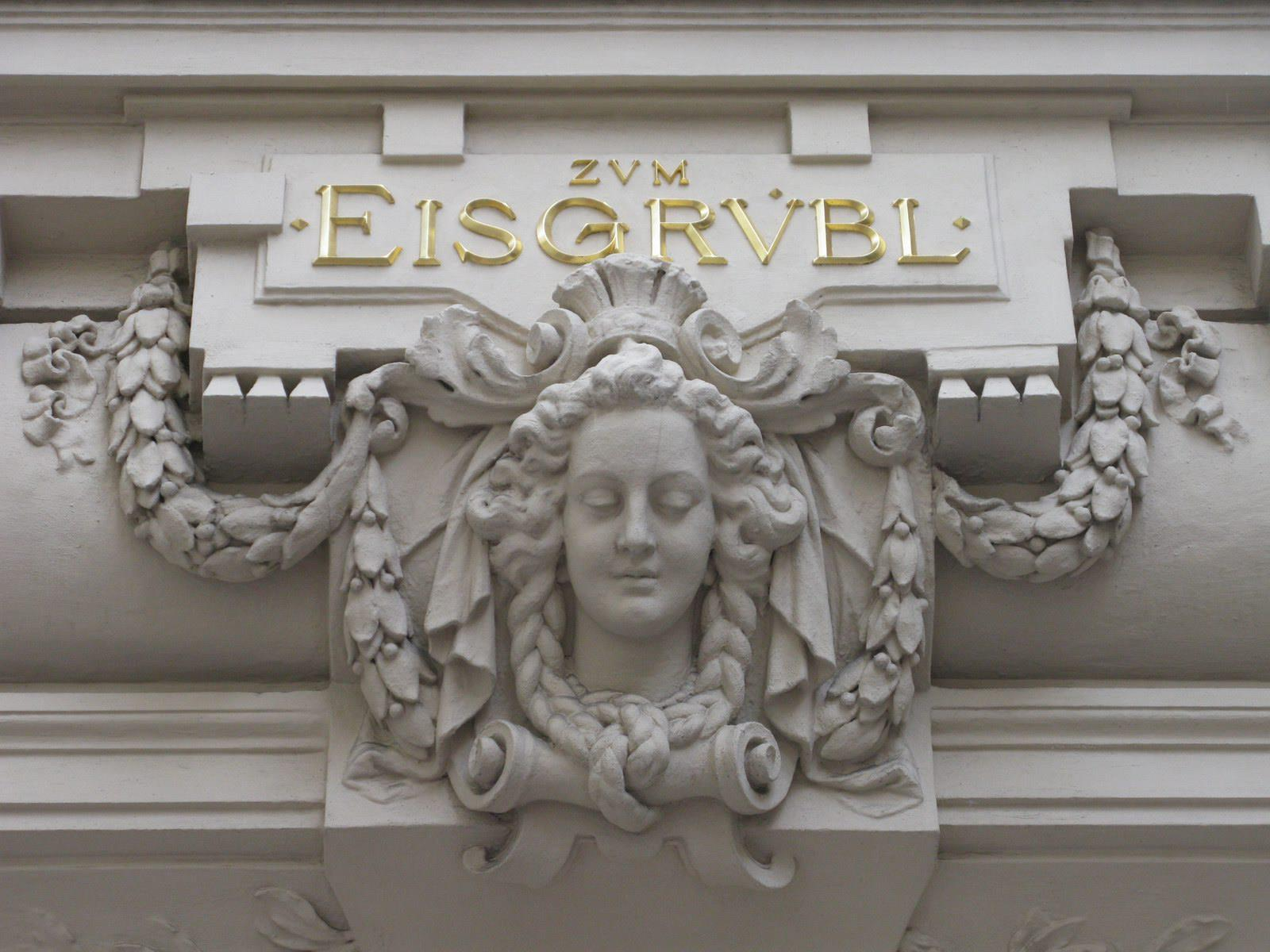

### Nr. 2: Generali

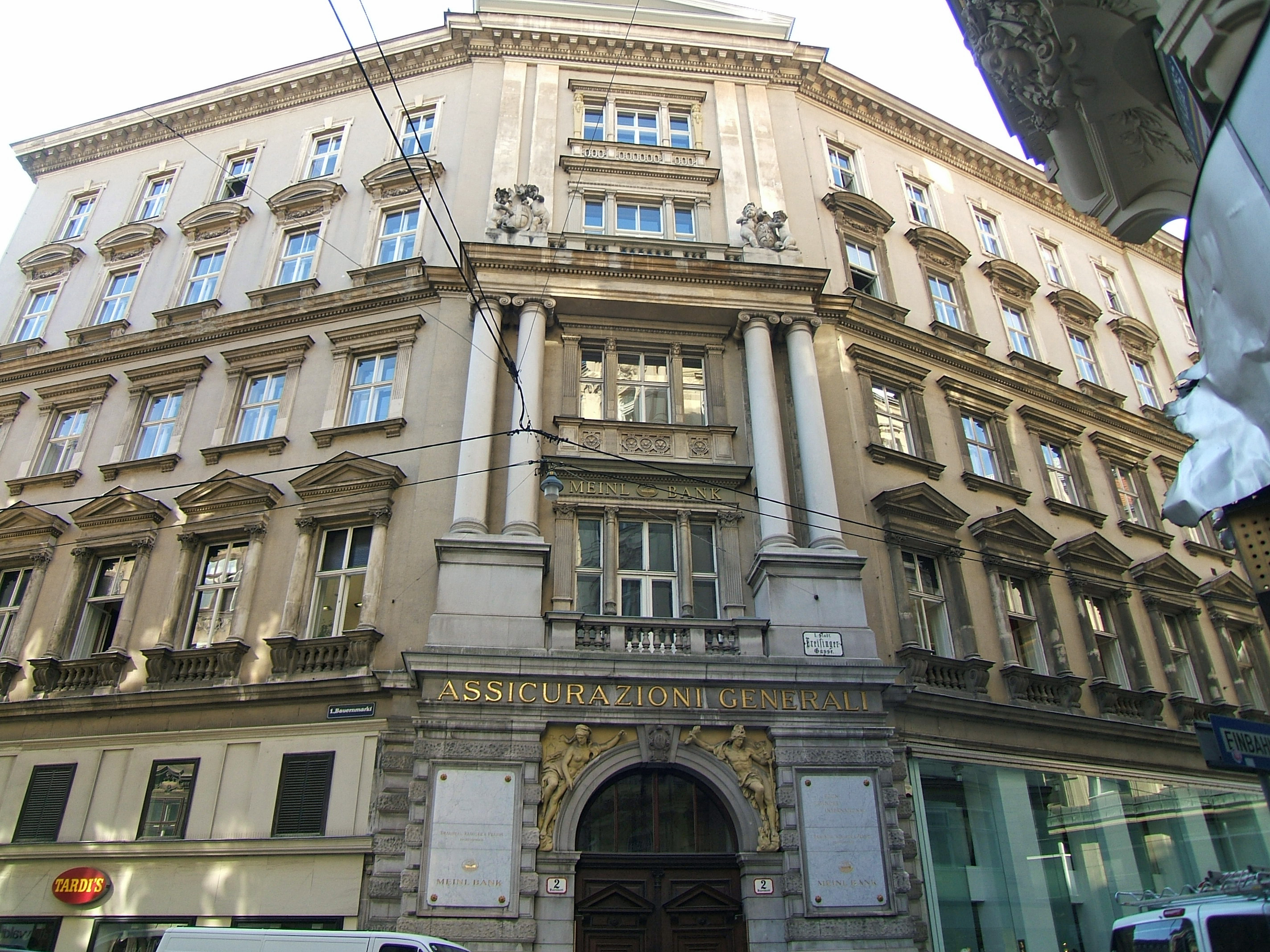
Ehemalige Meinl Bank, Freisingergasse 2

Das unter Denkmalschutz stehende Gebäude zwischen Goldschmiedgasse, Freisingergasse, Bauernmarkt und Jasomirgottstraße wurde 1880 für die Versicherungsanstalt Assicurazioni Generali errichtet. Otto Thienemann gestaltete es in Formen der Neorenaissance. Die geknickte Fassade zeigt in der Achse zum Petersplatz einen übergiebelten Mittelrisalit. Die Figuren in den Zwickeln schuf Rudolf Weyr.

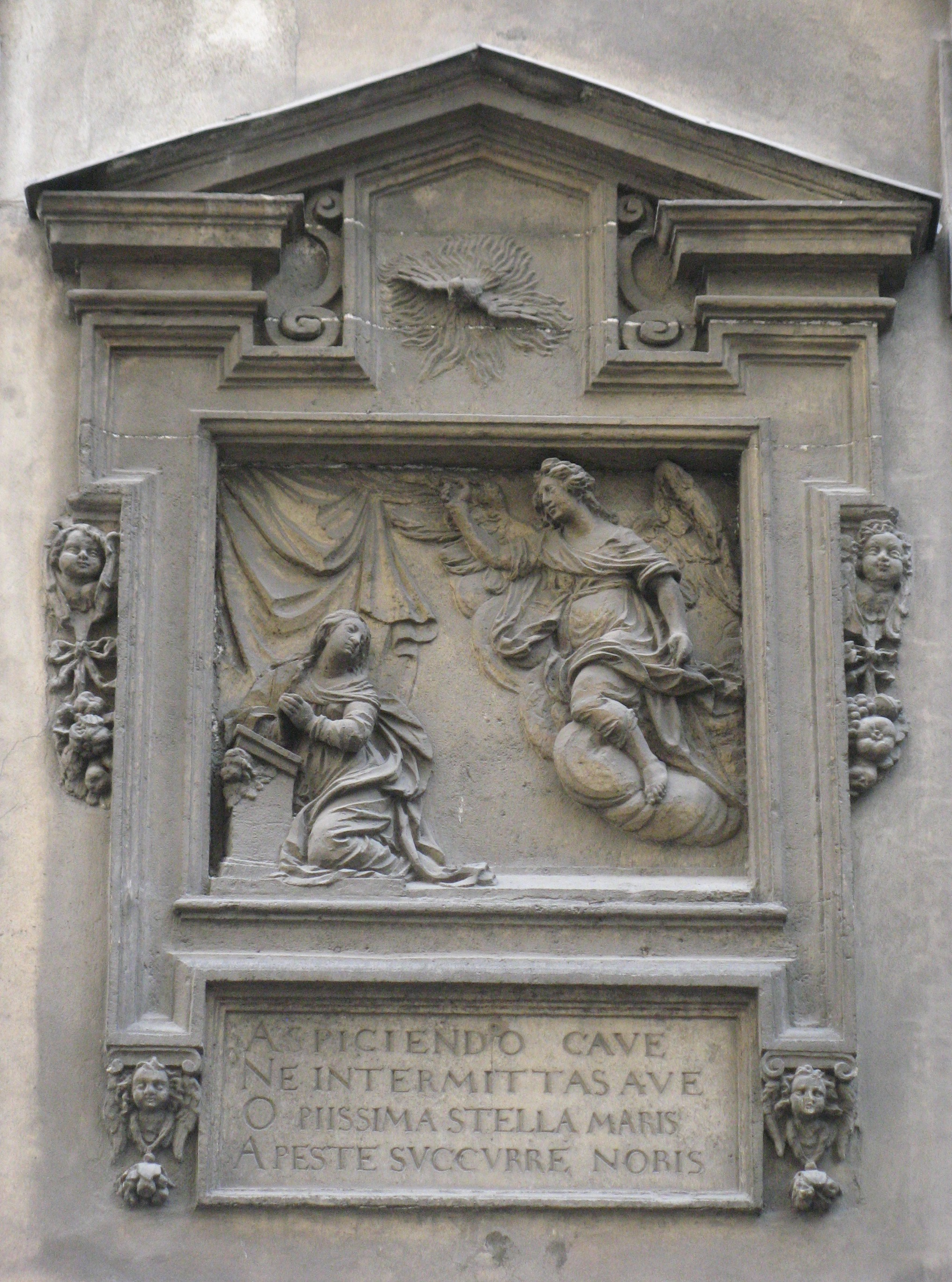
Mariä Verkündigungs-Relief, Freisingergasse 4

### Nr. 4: Oppenheimersches Haus
Das barocke Bürgerhaus mit mehrfach geknickter Fassade liegt an der Ecke Freisingergasse / Bauernmarkt. Es war das Wohnhaus des Hofbankiers von Kaiser Leopold I., Samuel Oppenheimer. Im 19. Jahrhundert war es ein Stiftungshaus des Wiener Bürgerspitalfonds. In der Freisingergasse ist über dem ursprünglichen Portal ein Hausrelief mit der Darstellung von Mariä Verkündigung zu sehen, in einer Rahmung mit Dreiecksgiebelverdachung mit Hl. Geist-Taube, Cherubsköpfen und Fruchtgehänge. Eine lateinische Inschrift ruft Maria um Schutz vor der Pest an.
Das Haus liegt an der Hauptadresse Bauernmarkt 1 und steht unter Denkmalschutz.